# Diego (piłkarz)
Diego, właśc. Diego Ribas da Cunha (ur. 28 lutego 1985 w Ribeirão Preto) – brazylijski piłkarz pochodzenia włoskiego występujący na pozycji środkowego lub ofensywnego pomocnika.

## Kariera klubowa
Profesjonalną karierę Diego zaczynał w Santosie FC w sezonie 2002/2003. W tym klubie Brazylijczyk prezentował się bardzo dobrze, w efekcie czego zainteresowało się nim kilka innych europejskich zespołów. W Santosie Diego spędził jeszcze tylko jeden sezon, po czym wyemigrował do FC Porto. W Portugalii Ribas da Cunha nie potrafił się jednak zaaklimatyzować. Pierwszy rok w barwach „Smoków” był nie najgorszy – Diego wystąpił w 30 meczach i strzelił trzy gole. W drugim sezonie pobytu na Estádio do Dragão brazylijski zawodnik jednak zupełnie zawiódł. Diego nie zawsze mieścił się w pierwszym składzie swojego zespołu, w efekcie zagrał zaledwie w 19 ligowych meczach strzelając w nich tylko jedną bramkę. Mimo wszystko wychowankiem Santosu zainteresował się Werder Brema. Niemiecki klub wyłożył na niego aż 6 milionów euro i jak się później okazało z pewnością nie przepłacił. Diego od początku pobytu w Bremie należał do wyróżniających się zawodników w lidze. W drużynie pełnił rolę rozgrywającego. W sezonie 2006/2007 strzelił trzynaście goli i został wybrany najlepszym zawodnikiem Bundesligi. Łącznie dla Werderu rozegrał 82 ligowe spotkania i strzelił 37 goli. 26 maja 2009 roku Diego podpisał pięcioletni kontrakt z Juventusem. Kwota transferu wyniosła 24,5 miliona euro. W sierpniu 2010 roku Diego podpisał czteroletni kontrakt z klubem Bundesligi Vfl Wolfsburg. Diego kosztował niemiecki klub 15,5 miliona euro. W sierpniu 2011 został wypożyczony do Atlético Madryt. 9 maja 2012 roku wygrał z Atlético Ligę Europejską 2011/2012, gdzie w finale klub z Madrytu zmierzył się z Athletic Bilbao. Spotkanie zakończyło się wynikiem 3:0, a Diego zdobył w finale jedną bramkę.
31 stycznia 2014 Diego po raz drugi trafił do Atlético Madryt na zasadzie wypożyczenia do końca sezonu 2013/2014.
1 lipca 2014 roku dołączył do Fenerbahçe SK jako wolny zawodnik. W 2016 roku odszedł do CR Flamengo.

## Kariera reprezentacyjna
W reprezentacji Brazylii rozegrał ponad 30 spotkań, lecz na mistrzostwa świata w Niemczech nie pojechał. Wcześniej Diego przez wiele lat był podporą młodzieżowych drużyn swojego kraju.
W 2008 roku został dodatkowo włączony do kadry U-23 prowadzonej przez Carlosa Dungę na Igrzyska Olimpijskie w Pekinie, gdzie razem z reprezentacją Brazylii zdobył brązowy medal.

## Sukcesy
- Mistrzostwo Ameryki Południowej do lat 17: 2001
- Mistrzostwo Brazylii: 2004
- Copa America: 2004, 2007
- Puchar Portugalii: 2004
- Puchar Interkontynentalny: 2004
- Mistrzostwo Portugalii: 2006
- Puchar Niemiec: 2009
- Liga Europejska: 2011/12
- Primera División: 2013/14

## Galeria

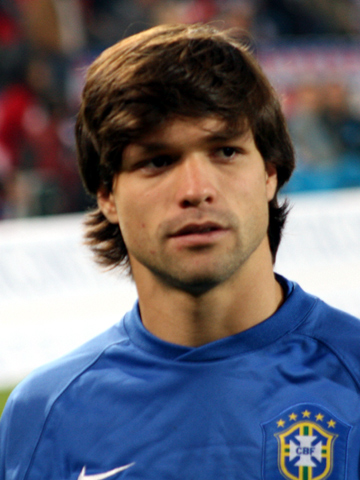
Diego w barwach Brazylii
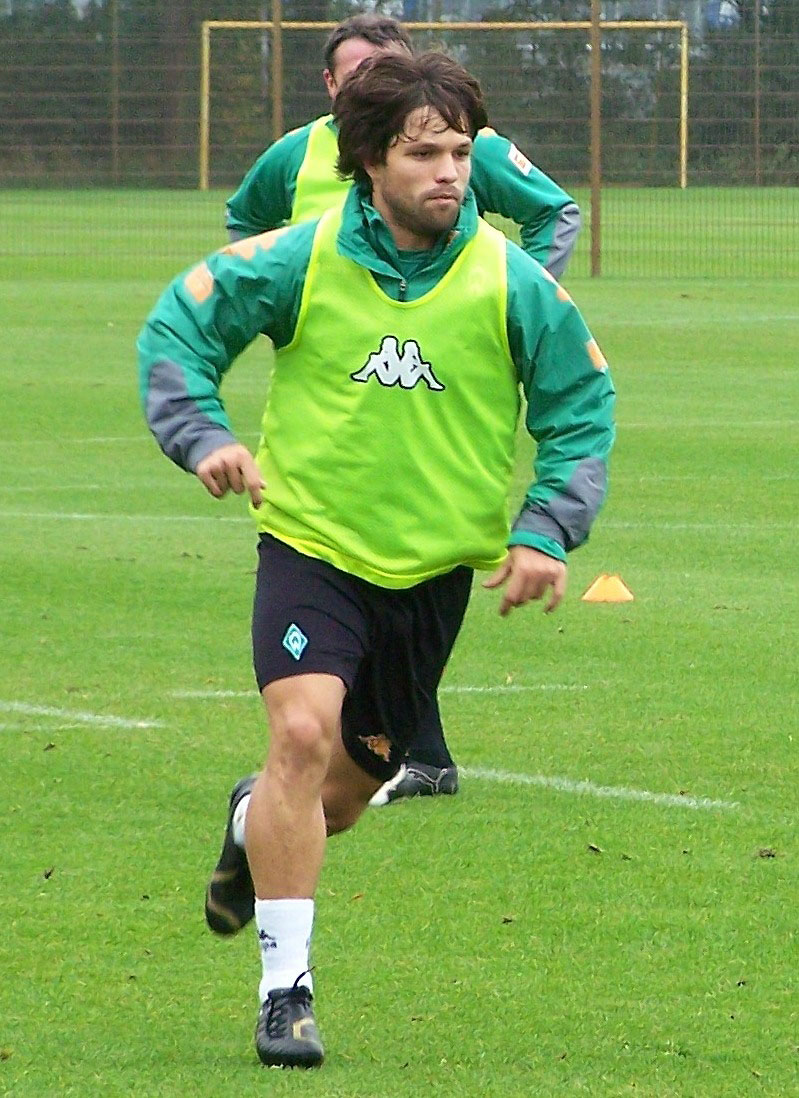
Podczas treningu w Werderze
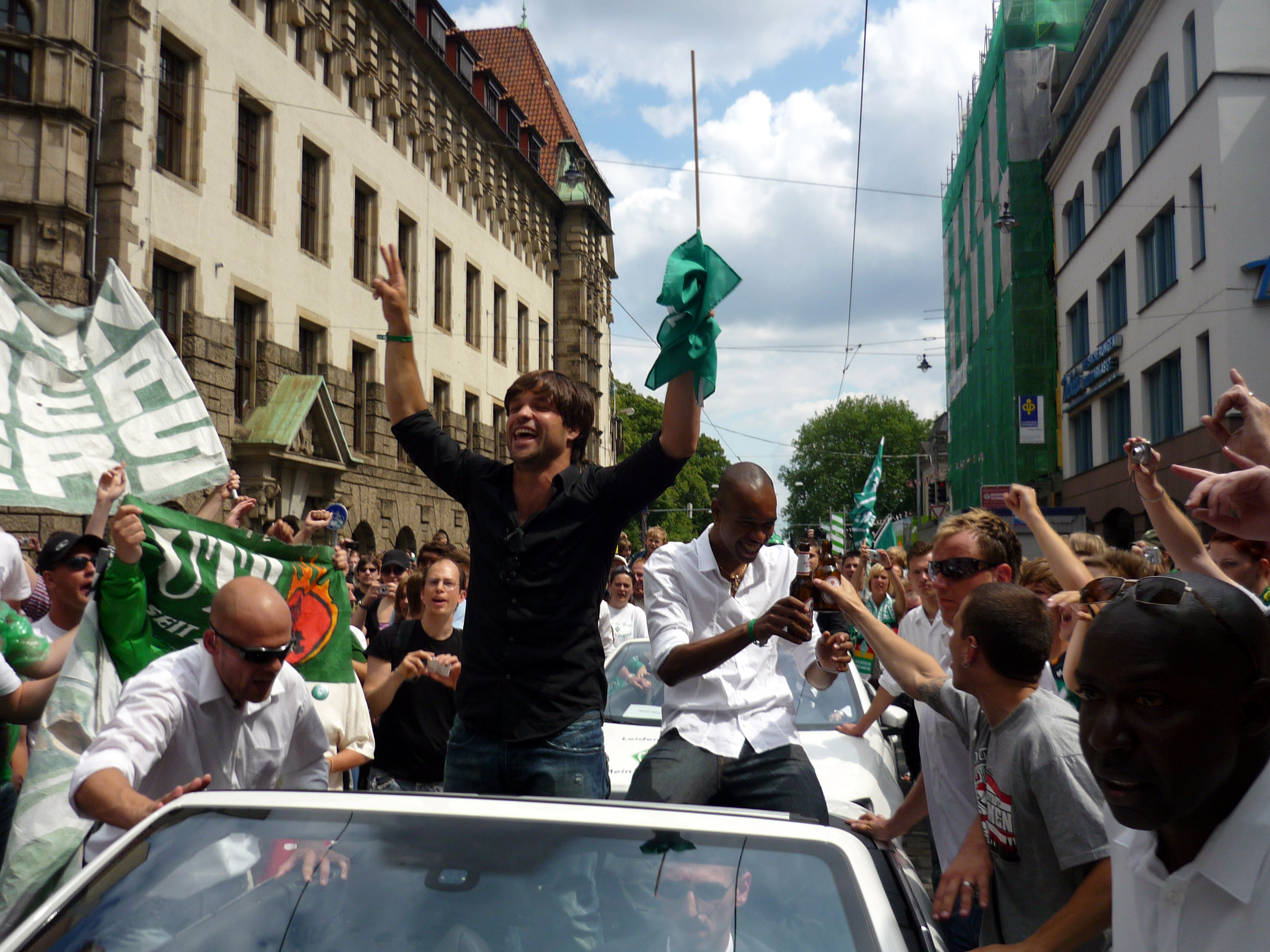
Diego świętuje zdobycie Pucharu Niemiec z Werderem
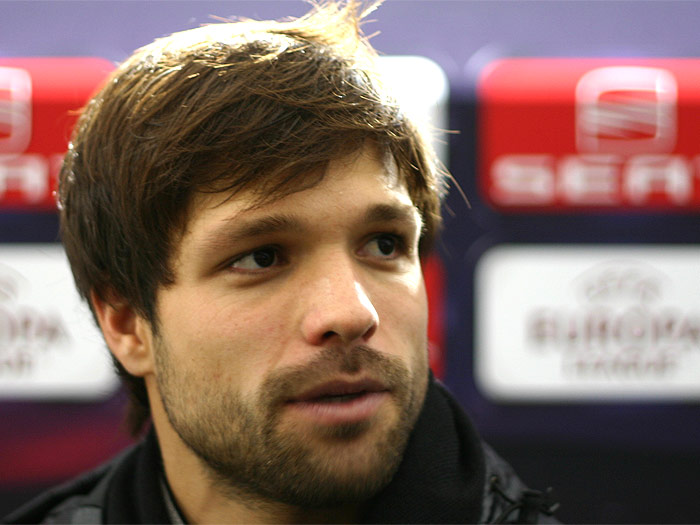
Konferencja prasowa z udziałem Brazylijczyka
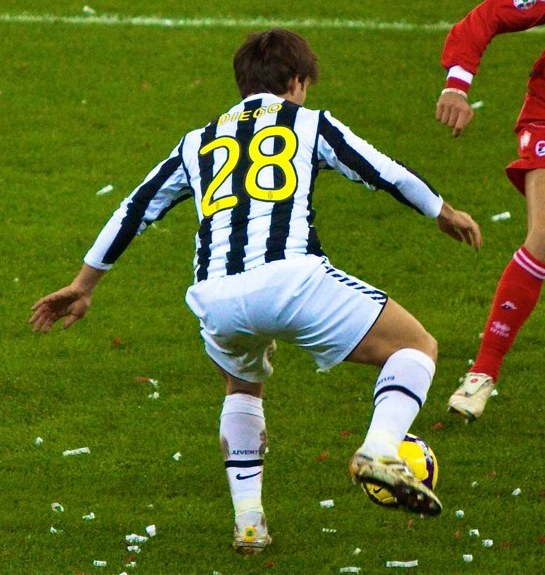
Diego grając dla Juventusu
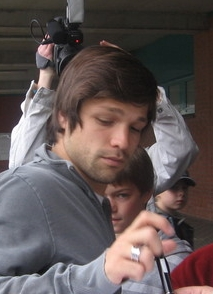
Piłkarz podpisuje autografy